# 電撃わいどウルトラ放送局
『電撃わいどウルトラ放送局』（でんげきわいどウルトラほうそうきょく）は、ラジオ関東（現：アール・エフ・ラジオ日本）の平日の夜の時間帯で放送されていたラジオ番組。1977年4月から1982年3月まで放送された。
10組前後のレギュラーパーソナリティが起用されていたが、そのパーソナリティたちはいつ、誰が登場するか当日になるまでわからない、というのがこの番組の売り、特徴でもあった。その顔ぶれもアーティスト、ミュージシャンから演歌歌手、女優に至るまで幅広いもので、ビッグネームも多く名を連ねていた。この他にも多くのゲストパーソナリティが存在する。このスタイルは後に同じRFラジオ日本のこの時間帯で放送されていた『TOKYOパニックごっくんNITE』『ど〜んとラジオ!!ぼくらの元気は夢現代∞』に継承されている。
この番組終了後は、RFラジオ日本の平日夜からは1時間以上のワイド番組が再びなくなり、その復活は1983年4月からの『サウンドプロセッサー』まで待つことになる。

## 放送時間
- 1977年4月 - 同年9月 月曜日 - 金曜日 22:00 - 23:50
- 1977年10月 - 1980年9月 月曜日 - 金曜日 22:00 - 24:00
- 1980年10月 - 1981年3月 月曜日 - 金曜日 21:30 - 23:55
- 1981年4月 - 1982年3月 月曜日 - 金曜日 21:30 - 23:45

## レギュラーパーソナリティ
（出典：）

### 1977年4月 - 1978年3月
- 因幡晃
- 宇崎竜童
- 坪田直子
- 中島みゆき
- BUZZ
- 三上寛
- みなみらんぼう
- 山田パンダ

### 1978年4月 - 1979年3月
- 今井裕
- 大久保一久（風）
- 庄野真代
- 沢田研二
- 世良公則&ツイスト
- Char
- 武田鉄矢
- 松任谷由実
- 三橋美智也
- 吉幾三

### 1979年4月 - 1980年3月
- 泉谷しげる
- 桑名正博
- 桑名晴子
- 榊原郁恵
- NSP
- シグナル
- ばんばひろふみ
- サザンオールスターズ
- 円広志
- 都はるみ
- 浜田省吾

### 1980年4月 - 1981年3月
- クリスタルキング
- 瀬戸龍介
- Char
- チャゲ&飛鳥
- バラクーダ
- 福島邦子
- 藤真利子
- 松原みき
- 町田義人
- 森進一
- 矢沢透（アリス）
- やしきたかじん

### 1981年4月 - 1982年3月
- アルフィー
- 伊丹哲也
- 五十嵐浩晃
- 遠藤賢司
- 川崎麻世
- 堺正章
- 真行寺君枝
- SKY
- ふきのとう

## タイムテーブル
1977年当時
- 22:05 - 京浜急行ミュージックトレイン
- 22:20 - タウン・タウン情報
- 22:30 - ともだちと友達の詩
- 22:40 - オリジナル・ワールド
- 22:50 - 青春・旅・そして音楽
- 23:00 - スタジオ・JACK
- 23:20 - ローリング20
- 23:30 - Love Love Live
- 23:40 - マットランダム

1981年当時
- 21:30 - オープニング、ニュース
- 21:35 - ウルトラ・ポップス
- 21:50 - 売れてる曲・売りたい曲
- 22:00 - 私も英語が話せなかった
- 22:05 - 京浜急行ミュージックトレイン
- 22:20 - タウン・タウン情報
- 22:30 - ともだちと友達の詩
- 22:40 - コンサートガイド
- 22:50 - DJ登場
- 23:00 - テクヨコ11
- 23:25 - 天気予報
  - 『ともだちと友達の詩』のパーソナリティは、山本コウタロー、因幡晃 など。

### その他主なコーナー
（出典：）
- 電撃訪問 （応募の中から選ばれたリスナーの家にパーソナリティが出向き、そこから生放送をするという企画。）
- 電撃カセット
- ポップスデイト ―テレフォンアタック―
- キミとボクのキャンパスライフ
- パーソナリティ・オン・タイム ―テレフォンアタック―
- ホット・ライン
- 映画見物
- 自由の広場
- ユーミンのSURF&SNOW （1980年度当時）[4]

## 担当スタッフ
- プロデューサー：高桑敏雄
- ディレクター：小清水勇、加藤一成